# Menucocelsior
Menucocelsior — середнього розміру титанозавр з пізньокрейдової формації Аллен в Аргентині (маастрихт Патагонії). Тип і єдиний відомий вид — Menucocelsior arriagadai.

## Морфологія
Новий евтитанозавр представлений неповною каудальною серією та деякими апендикулярними кістками, які вказують на те, що він не належить до жодної раніше визнаної клади евтитанозаврів.

## Палеоекологія
Менукоцельсіор жив у формації Аллена разом із низкою інших титанозаврів. Спільне перебування кількох приблизно ровесних титанозаврів у обмеженій зоні з різними планами тіла вказує на те, що вони, ймовірно, займали різні екологічні ніші. Це дозволяло жити кільком таксонам в одному місці та в одному віці. Таке зібрання титанозаврів не відоме більше ніде у світі. На основі вище зазначеного можна зробити висновок, що палеоекологічні умови в цьому районі були здатні підтримувати та сприяти процвітанню багатьох видів титанозаврів.